# نادي أم قصر
نادي أم قصر الرياضي هو فريق كرة قدم عراقي مقره في أم قصر، البصرة، يلعب في الدوري العراقي الدرجة الثالثة.

## أنظر أيضا
- الدوري العراقي الممتاز 2000–01
- الدوري العراقي الدرجة الثانية 2021–22

## روابط خارجية
- أندية العراق - تواريخ التأسيس
- اتحاد أندية البصرة